# البطولات الوطنية الأمريكية 1925 (كرة مضرب)
قائمة بالأبطال في 1925 البطولات الوطنية الأمريكية لكرة المضرب (المعروفة الآن باسم أمريكا المفتوحة):

## الكبار

### فردي رجال
بيل تيلدن هزم  بيل جونستن 4-6 11-9 6-3 4-6 6-3

### فردي سيدات
هيلين ويلز مودي هزم  كاثرين ماككين جودفري 3-6, 6-0, 6-2